# Acacia mountfordiae
Acacia mountfordiae — вид квіткових рослин з родини бобових. Ареал: Австралія (Північна територія).

## Середовище
Вид зазвичай росте на вершині або біля основи піскових уступів, що ростуть у скелетних піщаних ґрунтах.

## Біоморфологічна характеристика
Кущ або дерево зазвичай досягає максимальної висоти 4 м і має кілька стебел, вкритих білим порошкоподібним нальотом. Він має темно-сіру кору, яка досить волокниста. Голі світло-коричневі гілки є округлими в перерізі, за винятком як біля верхівок. Вічнозелені голі, шкірясті, плоскі, прямі або злегка вигнуті філодії мають напівмісяцеподібну форму у довжину 2,5–5,5 см і вшир 10–22 мм. Сіро-зелені філодії мають від двох до п’яти нечітких головних жилок. Цвіте з червня по вересень, утворюючи золотисті квітки. Циліндричні квіткові колоси мають довжину від 3 до 4,5 см, укомплектовані квітами золотистого кольору. Голі стручки, що утворюються після цвітіння, мають вигнуту вузько-довгасту форму з насінням, розташованим похило всередині. Чорне насіння має довжину близько 3 мм.